# StarTropics
StarTropics is een videospel dat werd ontwikkeld en uitgegeven voor Nintendo. Het spel werd uitgebracht in 1990 voor het platform Nintendo Entertainment System. Het spel gaat over Mike Jones uit Seattle, die door zijn oom, de bekende archeoloog Dr. Jones, wordt uitgenodigd om naar C-Island te komen. Wanneer hij daar aankomt vertelt het dorpshoofd dat zijn oom is ontvoerd. Bewapend met zijn jojo gaat Mike op zoek naar zijn oom. 
Het spel bevat roleplaying-elementen en wordt met bovenaanzicht gespeeld. 
Het spel werd opgevolgd door Zoda's Revenge: StarTropics II, dat in 1994 uitkwam.

## Platforms
| jaar | platform            |
| ---- | ------------------- |
| 1990 | NES                 |
| 2008 | Wii Virtual Console |

## Ontvangst
| Beoordeeld door         | Platform | Jaar | Score |
| ----------------------- | -------- | ---- | ----- |
| Pixel-Heroes.de         | 2003     | NES  | 100%  |
| Nintendojo              | 1996     | NES  | 89%   |
| Nintendo Power Magazine | 1991     | NES  | 86%   |
| Gaming Target           | 2008     | Wii  | 85%   |
| Total! (Duitsland)      | 1997     | NES  | 85%   |
| NES Times               | 2006     | NES  | 80%   |
| Game Informer Magazine  | 2005     | NES  | 78%   |
| neXGam                  | 2002     | NES  | 74%   |
| HonestGamers            | 2013     | NES  | 70%   |
| Hardcore Gaming 101     | 2000     | NES  | 60%   |